# ماهر هوساوي
ماهر هوساوي لاعب كرة قدم سعودي محترف، يلعب في مركز المهاجم حالياً في نادي الكوكب.

## مسيرة اللاعب
لعب سابقاً في الفئات السنية في نادي الهلال و لعب بعدها مع الرائد والطائي والشعلة ونادي الدرعية والعروبة ونادي الكوكب.

## روابط خارجية
ماهر هوساوي على موقع قاعدة بيانات كرة القدم.إي يو (الإنجليزية)